# Berezovo (okres Chust)
Berezovo, ukrajinsky Березово, maďarsky Berezna, je obec v Horinčovském jednotném územním společenství, v okrese Chust, v Zakarpatské oblasti Ukrajiny. Leží podél řeky Rika. V roce 2025 měla celá obec 3350 obyvatel.

## Části obce
- Berezovo
  - Horondy, ukrajinsky Горонди
  - Jaseneve, ukrajinsky Ясеневе
  - Kuzij, ukrajinsky Кузій
  - Motycja, ukrajinsky Мотиця
  - Fortomany, ukrajinsky Фортомани
- Honcoš
- Rjapid

## Historie
První písemná zmínka pochází z roku 1415. Do uzavření Trianonské smlouvy byla obec součástí Uherska, poté byla součástí Československa; byl zde obecní notariát. V roce 1921 zde stálo 479 domů a žilo zde 2163 obyvatel, z toho 1791 Rusínů a 369 Židů. Od roku 1945 byla obec součástí Ukrajinské sovětské socialistické republiky, která byla součástí SSSR. Od roku 1991 je obec součástí nezávislé Ukrajiny.

## Osobnosti
- Štefan Papp (1917-1990), rusínský řeckokatolický kněz, historik, liturgista, publicista, narodil se zde
- Teodor Romža (1911-1947), rusínský řeckokatolický biskup a mučedník, dělal zde faráře.[4]